# Hergershausen
 (mars 2023).
La mise en forme du texte ne suit pas les recommandations de Wikipédia : il faut le « wikifier ».
Les points d'amélioration suivants sont les cas les plus fréquents. Le détail des points à revoir est peut-être précisé sur la page de discussion.
- Les titres sont pré-formatés par le logiciel. Ils ne sont ni en capitales, ni en gras.
- Le texte ne doit pas être écrit en capitales (les noms de famille non plus), ni en gras, ni en italique, ni en « petit »…
- Le gras n'est utilisé que pour surligner le titre de l'article dans l'introduction, une seule fois.
- L'italique est rarement utilisé : mots en langue étrangère, titres d'œuvres, noms de bateaux, etc.
- Les citations ne sont pas en italique mais en corps de texte normal. Elles sont entourées par des guillemets français : « et ».
- Les listes à puces sont à éviter, des paragraphes rédigés étant largement préférés. Les tableaux sont à réserver à la présentation de données structurées (résultats, etc.).
- Les appels de note de bas de page (petits chiffres en exposant, introduits par l'outil «  Source ») sont à placer entre la fin de phrase et le point final[comme ça].
- Les liens internes (vers d'autres articles de Wikipédia) sont à choisir avec parcimonie. Créez des liens vers des articles approfondissant le sujet. Les termes génériques sans rapport avec le sujet sont à éviter, ainsi que les répétitions de liens vers un même terme.
- Les liens externes sont à placer uniquement dans une section « Liens externes », à la fin de l'article. Ces liens sont à choisir avec parcimonie suivant les règles définies. Si un lien sert de source à l'article, son insertion dans le texte est à faire par les notes de bas de page.
- La présentation des références doit suivre les conventions bibliographiques. Il est recommandé d'utiliser les modèles {{Ouvrage}}, {{Chapitre}}, {{Article}}, {{Lien web}} et/ou {{Bibliographie}}. Le mode d'édition visuel peut mettre en forme automatiquement les références.
- Insérer une infobox (cadre d'informations à droite) n'est pas obligatoire pour parachever la mise en page.

Pour une aide détaillée, merci de consulter Aide:Wikification.
Si vous pensez que ces points ont été résolus, vous pouvez retirer ce bandeau et améliorer la mise en forme d'un autre article.

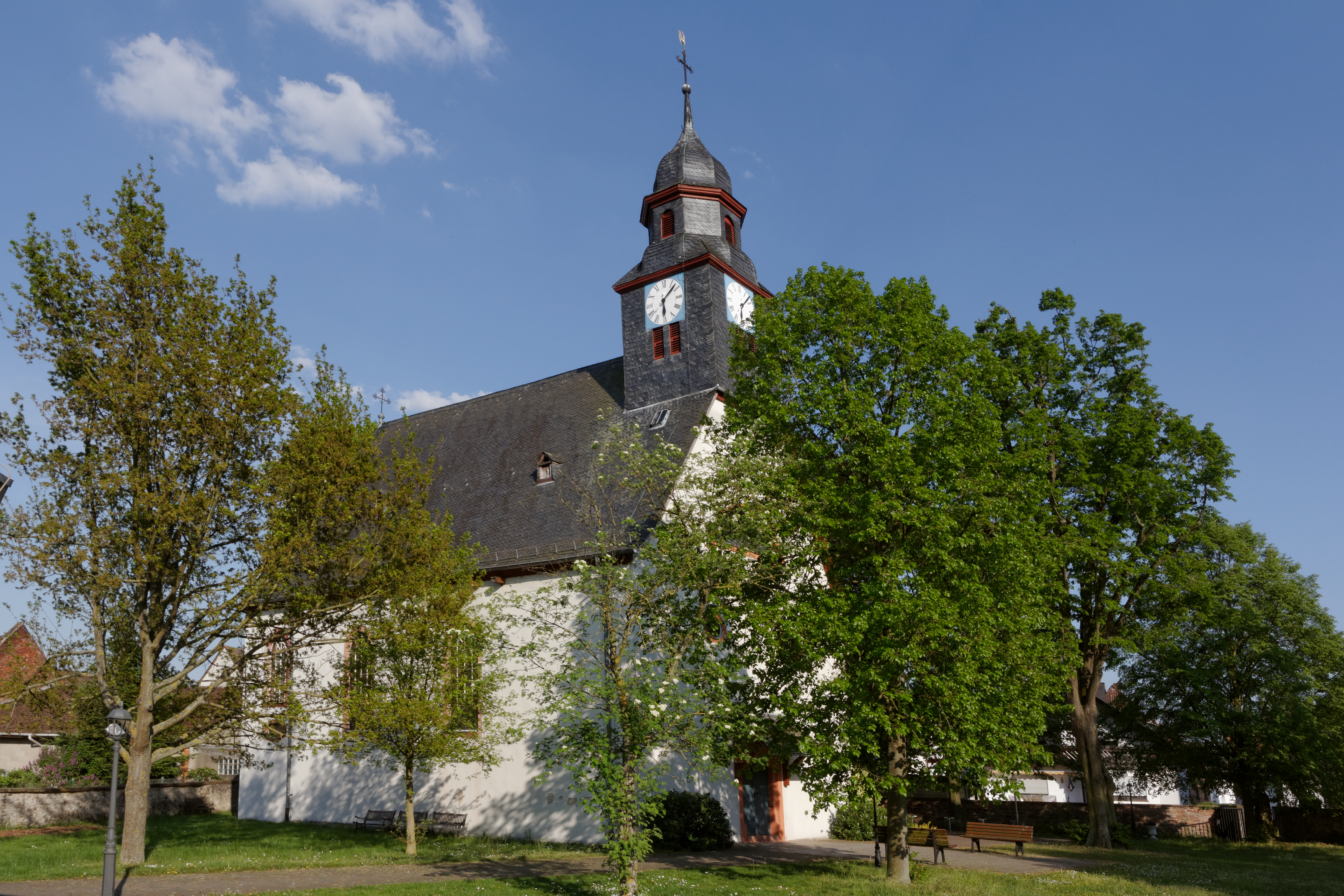
Église évangélique de Hergershausen

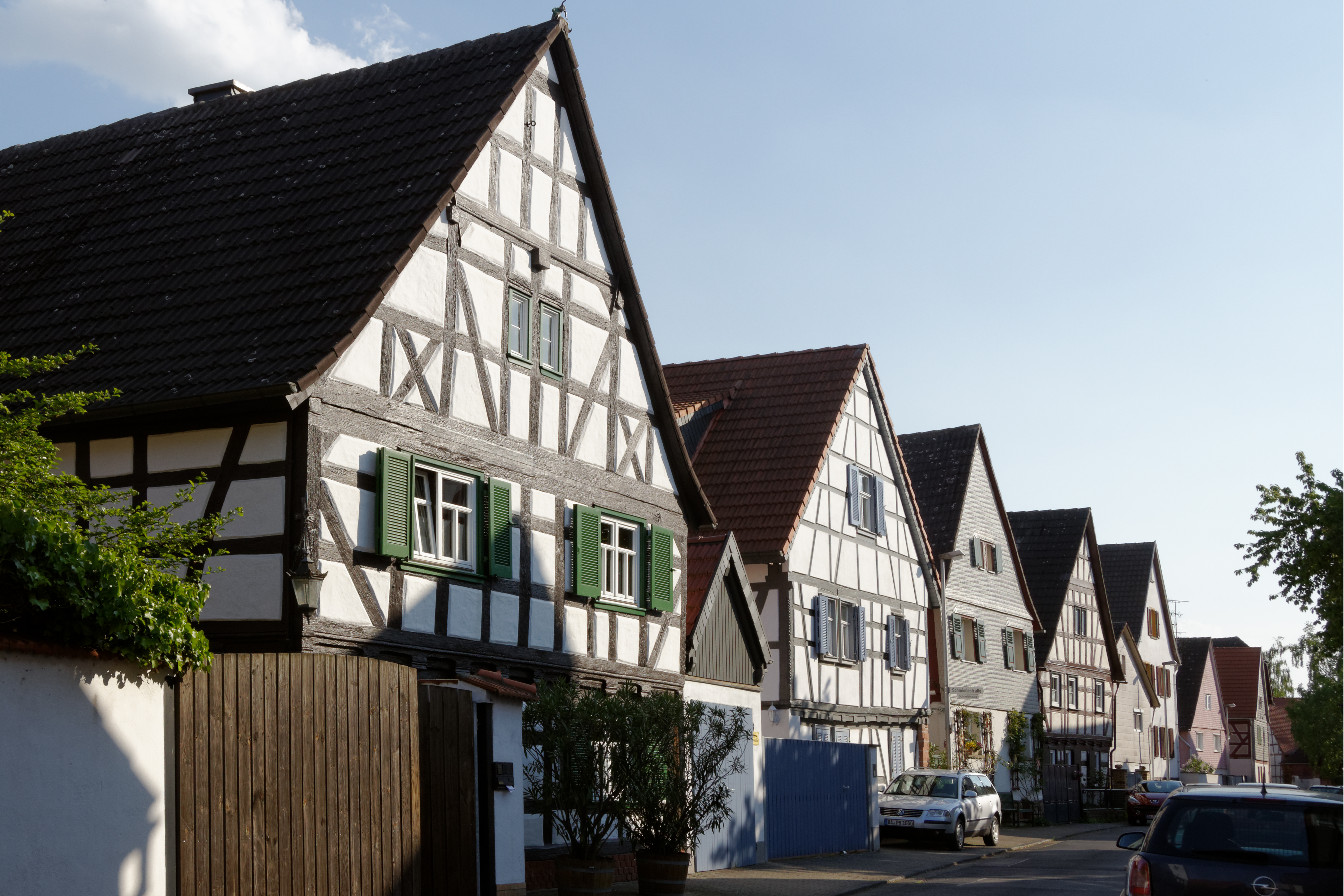
Maisons à colombages de la Breite Straße

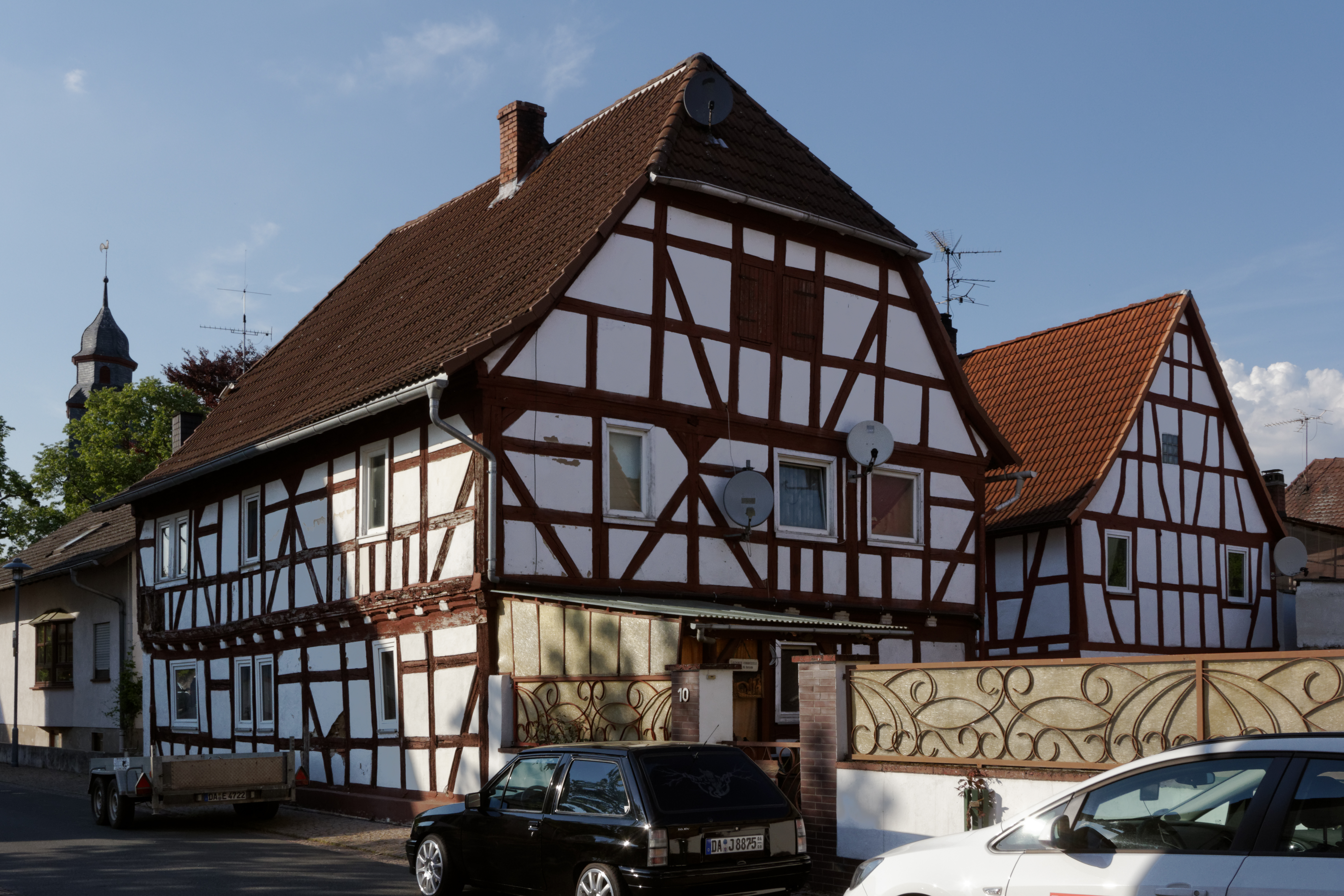
Maisons à colombages de la Schmale Straße

Hergershausen est le plus grand des cinq quartiers de la municipalité de Babenhausen dans l'arrondissement de Darmstadt-Dieburg dans le sud de la Hesse,.

## Emplacement géographique
Le lieu se situe dans l'arrondissement de Darmstadt-Dieburg aux premières contreforts du nord de la Odenwald, à environ 7 km au nord-est de Dieburg, sur la rivière Gersprenz, à une altitude de 130 m au-dessus du niveau de la mer. La structure du village avec ses maisons à colombages pour la plupart en pignon des XVIIe et XVIIIe siècles est bien conservée.

## Histoire

### Préhistoire et Protohistoire

#### Âge du bronze
Mis à part les restes osseux, la première occupation d'Hergershausen remonte à l'Âge du bronze et peut être attestée grâce à une tombe à tumulus située dans la région de Haugsahl, à l'ouest d'Hergershausen. Les premières découvertes d'objets datent de la culture des champs d'urnes (1200 à 800 av. J.-C.). Cette culture est caractérisée par le fait que les morts étaient incinérés et placés dans des urnes plutôt que d'être enterrés dans des tumulus. Les céramiques suivantes ont été trouvées dans des tombes d'incinération :
- 5 bols à paroi en forme de pli,
- un gobelet à col conique,
- un gobelet à épaule,
- un gobelet à col cylindrique,
- une urne à col cylindrique de 40,5 cm de hauteur.

De la période de La Tène, un anneau et deux fragments d'os longs ont été découverts à Hergershausen près de la station d'eau. Certains de ces objets sont exposés au Musée du château de Fechenbach à Dieburg.

#### Époque romaine
À l'époque romaine, une voie romaine traversait le territoire d'Hergershausen, reliant le fort romain de Dieburg à Seligenstadt. Des découvertes ont été faites le long des routes menant à Eppertshausen et Sickenhofen, ainsi qu'au nord d'Hergershausen, dans des tombes romaines. La découverte la plus importante était cependant le Priape d'Hergershausen, une statue en terre cuite de 25 cm de haut, debout sur un piédestal, vêtue d'une tunique et tenant un panier rempli de fruits dans les mains.

### Moyen Âge

#### Première mention
Hergershausen a été mentionné pour la première fois en 1260 à la suite d'un échange de revenus de location. L'abbé Rudolf de l'abbaye de St. Alban à Mayence a échangé les revenus de location de 2 schillings de Heregerishusen et de Großostheim contre des revenus de location équivalents, plus proches de Mayence, appartenant au Juif Anselm avec la barbe de Mayence. L'échange a été traité par l'intermédiaire de l'abbaye de St. Peter et Alexander à Aschaffenbourg. L'acte est certifié par le sceau de l'abbé Rudolf. Des mentions de cet échange se trouvent également dans le nécrologue de l'abbaye (1267/68) et dans le registre des impôts de la chambre (1283).

#### Nom d'Hergershausen
Le nom Hergershausen est probablement dérivé d'une maison ou d'un autre lieu de peuplement appartenant à un homme nommé Herigar. En fonction du nom, il s'agit probablement d'une fondation carolingienne (687-814 après J.-C.). Par la suite, le lieu a été mentionné dans des documents historiques sous des noms de lieu changeants (l'année de mention est indiquée entre parenthèses):
- Heregerishusin (1260);
- Hergerishusin (1283);
- Hergershusin (1340);
- Hergirshusen (1355);
- Hergetshausen (1369);
- Hergershusen (1371);
- Hergirshusen (1388);
- Hirginshusen (1405);
- Herngeßhusen (1435);
- Hirgerßhußen (1467);
- Hergerßhausen (1545).

#### Histoire médiévale

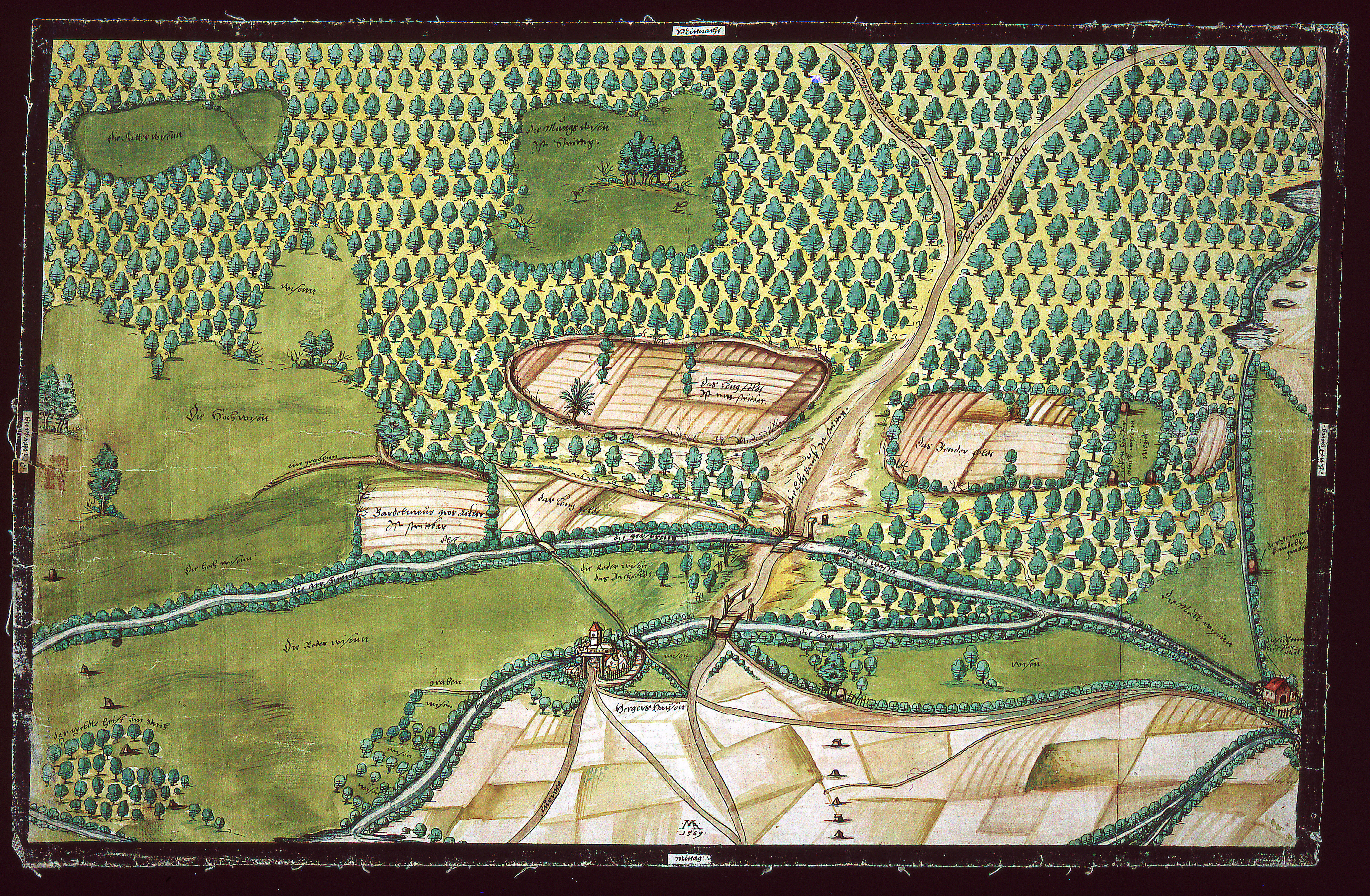
Carte de Hergershausen et ses environs

Carte de Babenhausen et ses environs

Le village est probablement passé sous la domination de Hanau par le mariage d'Adelheid de Münzenberg, fille d'Ulrich I. de Münzenberg, avec Reinhard I. de Hanau, qui a eu lieu avant 1245 (l'année exacte n'est pas connue). Il faisait partie du bureau de Babenhausen de la seigneurie et plus tard du comté de Hanau, puis à partir de 1456 du comté de Hanau-Lichtenberg. Il faisait également partie de la marche de Babenhausen.
Une des plus anciennes mentions conservées du village date de 1340, lorsque Culmann et Hille Hartrad de Oswald, Johann et Hermann Groschlag ont reçu une redevance d'un pfennig de Haller à Hergershausen. Cette mention était considérée comme la première mention d'Hergershausen avant la découverte de la nouvelle première mention en 1260. À l'époque, le lieu était probablement déjà concédé en fief par Hanau aux Groschlag de Dieburg.
En 1368, les Groschlag échangèrent des droits avec les comtes de Hanau. Ils ont ainsi obtenu le tribunal du village, le droit d'hébergement, le droit de chasse et le droit de servir le vin de ban.
En 1426, le comte Reinhard II de Hanau confia le village de Hergershausen et tout son équipement (tribunal, champs, prairies, pâturages et sujets) aux frères Heinrich et Henne von Groschlag, comme un fief.
En 1438, les Groschlag ont mis en gage le fief d'Hergershausen et tout son équipement ainsi que d'autres villages environnants aux comtes Johann III et Philipp I de Katzenelnbogen. Les héritiers des comtes de Katzenelnbogen étaient le landgraviat de Hesse(-Darmstadt).
Les années suivantes sont marquées par des litiges entre les comtes de Hanau-Lichtenberg et les Groschlags, qui ont essayé de profiter de toutes les opportunités pour obtenir plus de droits pour leur fief. Ainsi, en 1504, Oswald Groschlag a tenté de se libérer de la domination des comtes de Hanau-Lichtenberg et de se placer sous la domination de Mayence. Il voulait profiter de l'occasion offerte par la mort de Philippe II et de la proscription de son fils Philippe III par l'empereur. Le projet a échoué après la réconciliation de Philippe III avec l'empereur Maximilien Ier.

### Époque moderne

#### XVIesiècle
De 1510 à 1552, les habitants de Hergershausen achetèrent la combourgeoisie de cité à Francfort, ce qui signifiait qu'en cas de danger, les habitants de Hergershausen et Sickenhofen pouvaient chercher refuge derrière les murs de la ville de Francfort. Pourquoi la ville de Francfort, si éloignée, a été choisie est incertain. Le droit de cité a été retiré aux habitants de Hergershausen et Sickenhofen après 52 ans, car ils ne remplissaient plus leurs obligations, notamment en matière d'entretien de la forteresse.
En 1544, le comte Philippe IV de Hanau-Lichtenberg est officiellement passé à la foi luthérienne et a chargé Erasmus Alberus, la sous-division de Babenhausen et donc Hergershausen, de se convertir également. Certains habitants de Hergershausen ont alors rejoint l'église protestante de Sickenhofen, car Hergershausen n'avait qu'une église filiale de Dieburg, qui était catholique. On peut donc parler d'un fonctionnement parallèle des confessions jusqu'à environ 1600.
En 1546, le landgrave Philippe Ier de Hesse-Darmstadt a renoncé aux droits de gage à Hergershausen et Sickenhofen pour 2 500 gulden, de sorte que les Groschlag étaient à nouveau les propriétaires de leur fief.
En 1547, le catholique Philippe von Groschlag a tenté de se libérer, ainsi que son fief, y compris Hergershausen et Sickenhofen, du comte et suzerain protestant Philippe IV de Hanau-Lichtenberg, en utilisant une lettre de liberté avec le sceau de l'empereur Charles V. En 1551, l'empereur Charles V s'est engagé à clarifier la question devant la Chambre impériale. L'affaire a été réglée en 1554 par un accord entre Philippe IV de Hanau-Lichtenberg et Philippe von Groschlag, qui est décédé en 1564.

#### XVIIesiècle
Pendant la Guerre de Trente Ans, les Groschlag ont profité des troubles de la guerre pour obtenir plus de droits. En 1631, Johann Philipp de Groschlag a demandé des corvées aux citoyens de Hergershausen et de Sickenhofen, mais ceux-ci ont refusé ensemble. Michael Kratz, de Hergershäuser, a été considéré comme meneur et a été mis en détention pendant 10 jours au château de Groschlag à Dieburg. Cependant, le bailli de Hanau-Lichtenberg a précisé que cette action avait été effectuée sans le consentement du comte et n'était donc pas légale.
De août à octobre 1631, des documents montrent que les villes de Hergershausen et Sickenhofen ont fourni 10 cavaliers impériaux et les troupes impériales du lieutenant-colonel von Meuen et du colonel Ennet.
En 1632, les troupes du comte d'Isenbourg, allié aux Suédois, ont chassé les troupes impériales de la région de Babenhausen.
En 1635, la période la plus difficile pour les habitants de Hergershausen a commencé. Au milieu de février, une compagnie suédoise de 60 cavaliers s'est installée à Babenhausen. Le 25 février 1635, la ville a été assiégée par le comte Philipp von Mansfeld. Le siège est resté sans succès. Une dernière attaque a eu lieu le 28 mars 1635, mais a été repoussée par les Suédois. Le comte Philipp von Mansfeld est donc reparti avec une perte de 350 hommes, mais a fait brûler le moulin de Konfurter, ce qui a provoqué une famine dans la ville. Le siège de Babenhausen revêt une importance pour Hergershausen, car de nombreux citoyens des villages voisins cherchaient refuge derrière les murs de la ville. En septembre 1635, une liste du bureau de Babenhausen faisait état de 18 habitants de Hergershäuser qui avaient survécu, nommément cités.
À partir de 1636, l'ensemble de la région de Babenhausen, y compris Hergershausen, était occupée par les troupes du prince-électeur de Mayence. Le prince-électeur, qui était également archevêque de Mayence, a tenté d'intégrer définitivement la région de Babenhausen dans son domaine et de créer ainsi une liaison terrestre entre Dieburg, qui faisait partie de Mayence, et la résidence secondaire d'Aschaffenbourg, également située dans le domaine de Mayence. Après de longues négociations, les troupes de Mayence ont quitté la région en 1647 et Babenhausen est devenue à nouveau une partie du comté de Hanau-Lichtenberg.
En 1647, un régiment français a traversé Hergershausen et a volé la dernière cloche de l'église de Hergershausen qui se trouvait au-dessus du chœur.
Après la fin de la guerre de Trente Ans en 1648, de grandes parties de la marche Babenhausen ont été dévastées et ont dû être reconstruites. Il y avait un manque d'argent liquide, de nourriture et de bétail. La région ne s'est rétablie que lentement. Ce n'est qu'après la première moitié du XVIIIe siècle que la richesse et la population ont pu être rétablies à leur niveau d'avant la guerre. Sous le comte Frédéric Casimir de Hanau, Babenhausen a perdu son statut de ville résidentielle du comte, ce qui a contribué au développement plus lent de la région.
En 1688, un contrat entre Philippe Reinhard de Hanau-Münzenberg et Johann Philipp Ernst Baron de Groschlag précisait que le droit ne s'étendait qu'à la rive sud de la Gersprenz.
En 1698, en référence au traité de 1688, la Gersprenz a été fixée comme frontière nord entre l'Amt Babenhausen et le fief ´de Groschlag de Hergershausen et Sickenhofen.

### Nouvelle époque

#### XVIIIesiècle
En 1706, des troupes russes traversèrent Hergershausen, chassées de Saxe par la Suède.
En 1709, Johann Philipp Ernst Baron de Groschlag conclut un contrat avec les habitants de Hergershausen et Sickenhofen concernant les impôts annuels à payer et les corvées à effectuer. Ce contrat clarifiait que les Groschlage ne se considéraient plus uniquement comme des bénéficiaires de fiefs, mais plutôt comme les propriétaires des villages, car ils revendiquaient le droit fondamental de lever des impôts, qui devrait en principe appartenir aux comtes de Hanau-Münzenberg. Ainsi, Friedrich Karl Freiherr de Groschlag s'appelait avec confiance seigneur de Hergershausen en 1772.
En 1711/12, la construction de l'église protestante encore utilisée aujourd'hui a été consacrée.
Après la mort du dernier comte de Hanau, Johann Reinhard III, en 1736, le landgrave Fredéric I de Hesse-Cassel a hérité du comté de Hanau-Münzenberg en vertu d'un contrat d'héritage de 1643. En raison de l'intestat, le comté de Hanau-Lichtenberg est revenu au fils de la seule fille de Johann Reinhard III, le landgrave Louis IX de Hesse-Darmstadt. La question de savoir si l'office de Babenhausen et ses villages appartenaient à Hanau-Münzenberg ou à Hanau-Lichtenberg était controversée entre les deux héritiers, ce qui a conduit à des décennies de litiges successoraux entre le landgrave de Hesse-Darmstadt et le landgrave de Hesse-Cassel.
Pendant la guerre de Succession d'Autriche de 1740 à 1748, la région et Hergershausen ont été traversés à plusieurs reprises par des troupes autrichiennes et françaises. Ils devaient être approvisionnés en nourriture et parfois des corvées étaient requises.
Pendant la guerre de Sept Ans de 1756 à 1763, les habitants des villages ont également dû fournir des vivres aux troupes françaises.
En 1771, les landgraves de Hesse-Kassel et de Hesse-Darmstadt se sont mis d'accord dans ce qu'on appelle le Partifikationsprozess, la comparaison de Celle. Cette comparaison a déterminé que les deux villages étaient sous une administration commune et qu'ils devaient donc payer des impôts alternativement chaque année au seigneur. La famille Groschlag a conservé le fief jusqu'à l'extinction de la lignée masculine.
En 1799, Friedrich Carl Willibald, le dernier Groschlag masculin, est mort. L'héritage, y compris les propriétés foncières à Hergershausen et Sickenhofen, est allé à sa sœur philippine, Gabriele Sophie von Groschlag. Cependant, les landgraves de Hesse-Kassel et Hesse-Darmstadt n'ont pas cédé les fiefs de Hergershausen et Sickenhofen à Philippine Gabriele Sophie von Groschlag et ses héritiers car ils étaient mécontents de la famille Groschlag.

#### XIXesiècle
Le 8 mars 1800, des soldats hessois de Cassel entrèrent à Sickenhofen et des soldats de Darmstadt à Hergershausen pour faire valoir leurs droits souverains.
Le 31 décembre 1802, on s'accorda sur le montant de la compensation pour la renonciation permanente au fief de Hergershausen et de Sickenhofen.
Le 26 août 1803, la cession cérémonielle de Hergershausen à Hesse-Cassel eut lieu, car tous les droits féodaux sur Hergershausen ont été accordés à Hesse-Cassel.
En 1805, en conséquence de la 2ème guerre de coalition, une escadron de chasseurs français composé de 66 hommes et 68 chevaux a été logé à Hergershausen. Plus tard, un régiment de hussards a suivi.
En 1806, l'arrondissement de Babenhausen et donc également Hergershausen ont été occupés par les Français car l'électeur Guillaume Ier de Hesse-Cassel a refusé d'adhérer à la confédération du Rhin.
En 1810, le nouveau grand-duché de Hesse (Darmstadt), sous le grand-duc Louis Ier, a signé un traité d'État avec la France, dans lequel l'arrondissement de Babenhausen et donc également Hergershausen ont été intégrés dans le grand-duché. Cela a été confirmé après la défaite finale de Napoléon.
En 1812, pendant la campagne de Russie de Napoléon, des habitants de Hergershausen ont également participé à la guerre en tant qu'alliés de la France dans l'armée du grand-duché de Hesse. Par exemple, en octobre, Johann Conrad Ackermann de Hergershausen a été tué lors de la marche sur Moscou à Viazma.
En 1813, le grand-duché de Hesse a quitté la confédération du Rhin. À cette époque, c'était une zone de passage pour différentes troupes. Ainsi, en octobre 1813, des soldats russes ont été logés à Hergershausen et à Sickenhofen.
En 1866, les habitants de Hergershausen ont combattu du côté autrichien lors de la guerre austro-prussienne. En même temps, des troupes hessoises étaient logées à Hergershausen. Après la bataille de Laufach/Fronhofen remportée par la Prusse, le district de Dieburg et donc aussi Hergershausen ont été occupés par des troupes prussiennes.

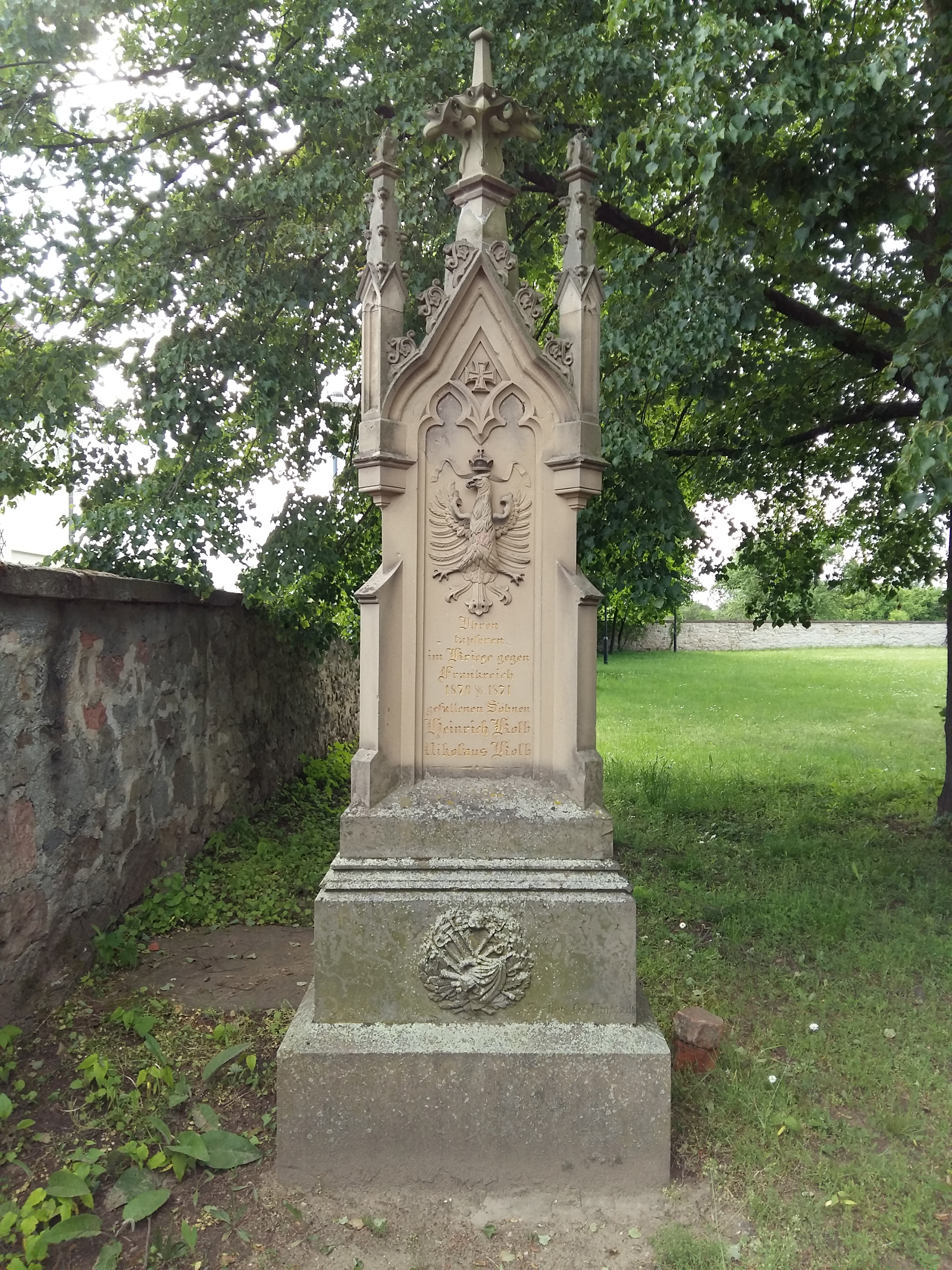
Monument aux morts et à ceux qui ont pris part à la guerre franco-prussienne dans la cour de l'église évangélique

En 1870/71, de nombreux habitants de Hergershausen ont combattu lors de la guerre franco-allemande. Il existe encore aujourd'hui un monument pour les participants et les morts de la guerre dans la cour de l'église évangélique de Hergershausen.

#### XXesiècle

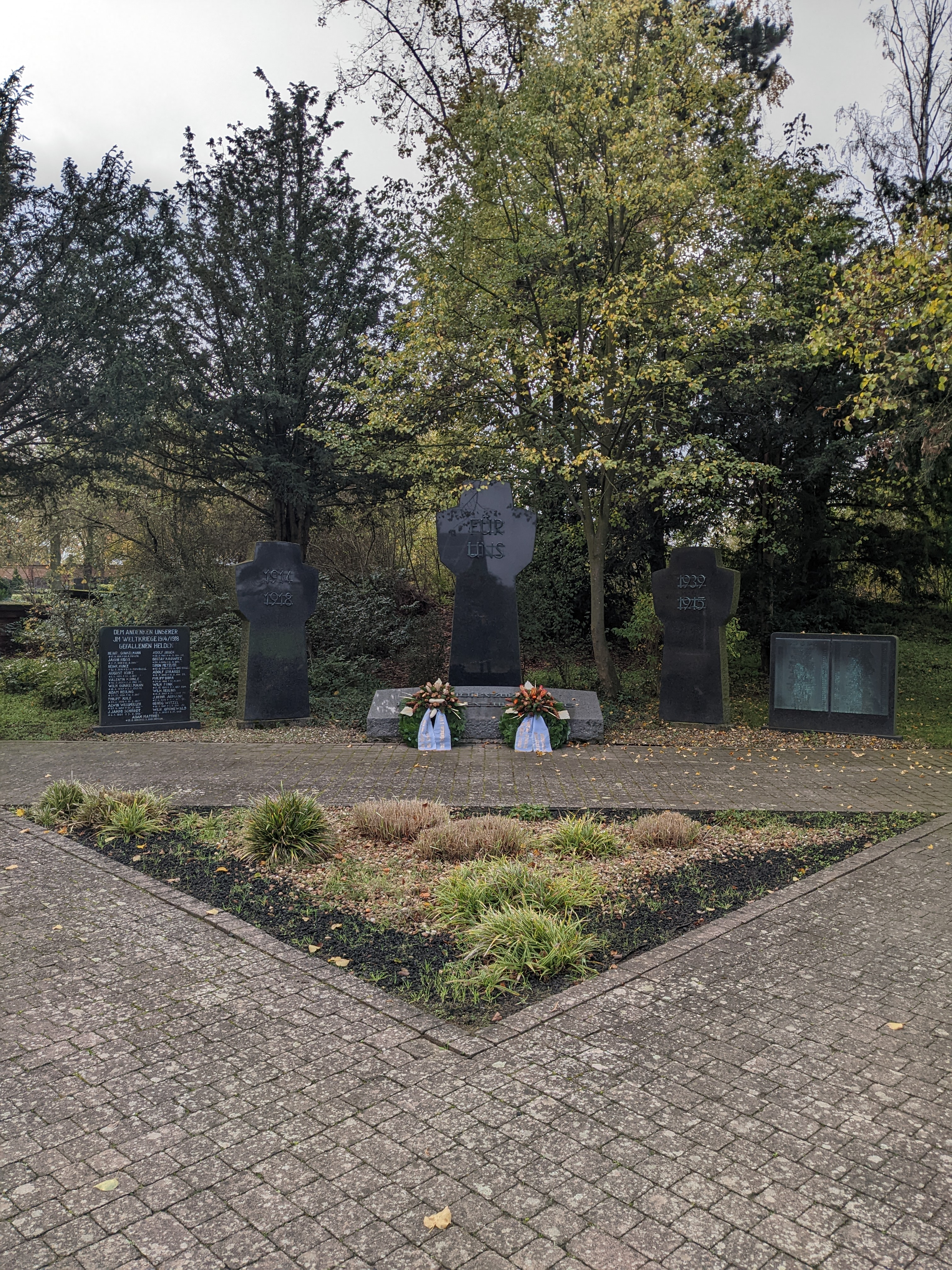
Mémorial aux soldats tombés des deux guerres mondiales à Hergershausen

En 1914, la Première Guerre mondiale a commencé. Environ 100 résidents de Hergershausen ont probablement participé aux combats. À la fin de la guerre en 1918, Hergershausen pleurait 21 morts, dont un membre de la communauté juive. Un monument commémoratif pour les soldats morts se trouve encore aujourd'hui derrière le cimetière dans la rue Am Flurgraben. À la suite de la guerre, le dernier grand-duc de Hesse, Ernest-Louis, a également été démis de ses fonctions.

## Population

### Structure de la population en 2011
Selon les résultats du recensement de 2011, le jour de référence du 9 mai 2011, 1968 personnes vivaient à Hergershausen. Parmi eux, 111 (5,6 %) étaient des étrangers. Par tranche d'âge, il y avait 381 habitants de moins de 18 ans, 834 entre 18 et 49 ans, 420 entre 50 et 64 ans et 333 habitants étaient plus âgés. Les habitants vivaient dans 822 ménages. Parmi eux, 231 étaient des ménages d'une personne, 249 étaient des couples sans enfant et 273 étaient des couples avec enfants, ainsi que 60 parents célibataires et 9 colocations. Dans 141 ménages, seuls des personnes âgées vivaient et dans 582 ménages, il n'y avait pas de personnes âgées.

## Religion
Hergershausen avait une église filiale de l'église de Dieburg, puis de l'église Marie de Münster. Le patronage de l'église et donc le droit de dîme était entre les mains de l'archidiocèse de Mayence jusqu'en 1360, puis entre les mains du chapitre de la cathédrale de Mayence. L'autorité ecclésiastique était l'archidiaconé St. Peter et Alexander à Aschaffenbourg, chapitre Montat. Avec la Réforme, le village est devenu luthérien. À partir de 1711, l'église luthérienne d'Hergershausen a été construite dans le style baroque et consacrée en 1712. Aujourd'hui, l'église appartient à la paroisse d'Hergershausen-Sickenhofen dans le diocèse de Vorderer Odenwald de la province de Starkenburg de l'Église évangélique de Hesse et Nassau.

### Communauté juive à Hergershausen

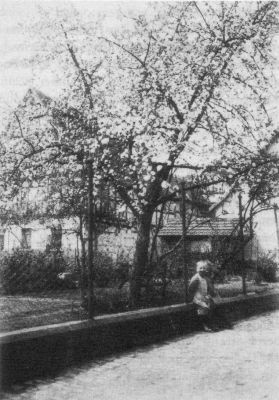
En arrière-plan, la synagogue Hergershausen (vers 1925)

Les premières familles juives se sont installées à Hergershausen au début du XVIIe siècle. Leur nombre a augmenté régulièrement jusqu'aux années 1830, lorsque la plus grande communauté juive de Hergershausen comptait environ 122 personnes, soit environ un cinquième de la population totale. Cependant, le nombre de Juifs a de nouveau diminué à la fin du XIXe siècle. La communauté juive de Hergershausen a construit une synagogue qui a été inaugurée en septembre 1869 et utilisée depuis lors, jusqu'à ce qu'elle soit incendiée par des membres des SA de Starkenburg lors de la nuit de cristal en 1938. Les Juifs décédés n'ont pas été enterrés dans le cimetière de Hergershausen, mais dans le cimetière juif de Sickenhofen. La communauté employait un enseignant religieux qui s'occupait à la fois des tâches religieuses et de l'administration. La communauté faisait partie du rabbinat orthodoxe de Darmstadt. Les citoyens juifs de Hergershausen étaient principalement des marchands de chevaux et de bétail, des bouchers ou des éleveurs de volailles. À la tournant du siècle, ils étaient bien intégrés à la vie du village et, à quelques exceptions près, il y avait une bonne relation entre les chrétiens et les Juifs.
C'est ainsi que se souvient Herta Stern, une juive de Hergershausen:
"La vie communautaire à Hergershausen était harmonieuse, de même que les relations avec les chrétiens de la région. Nous étions pieux, mais pas orthodoxes, nous étions des Juifs conscients et nous vivions entre nous. À la nouvelle année, les chrétiens nous souhaitaient également tout le meilleur, à Pessac, ils aimaient acheter de la matsa, lors de mariages et de funérailles, on se félicitait ou présentait ses condoléances mutuelles".

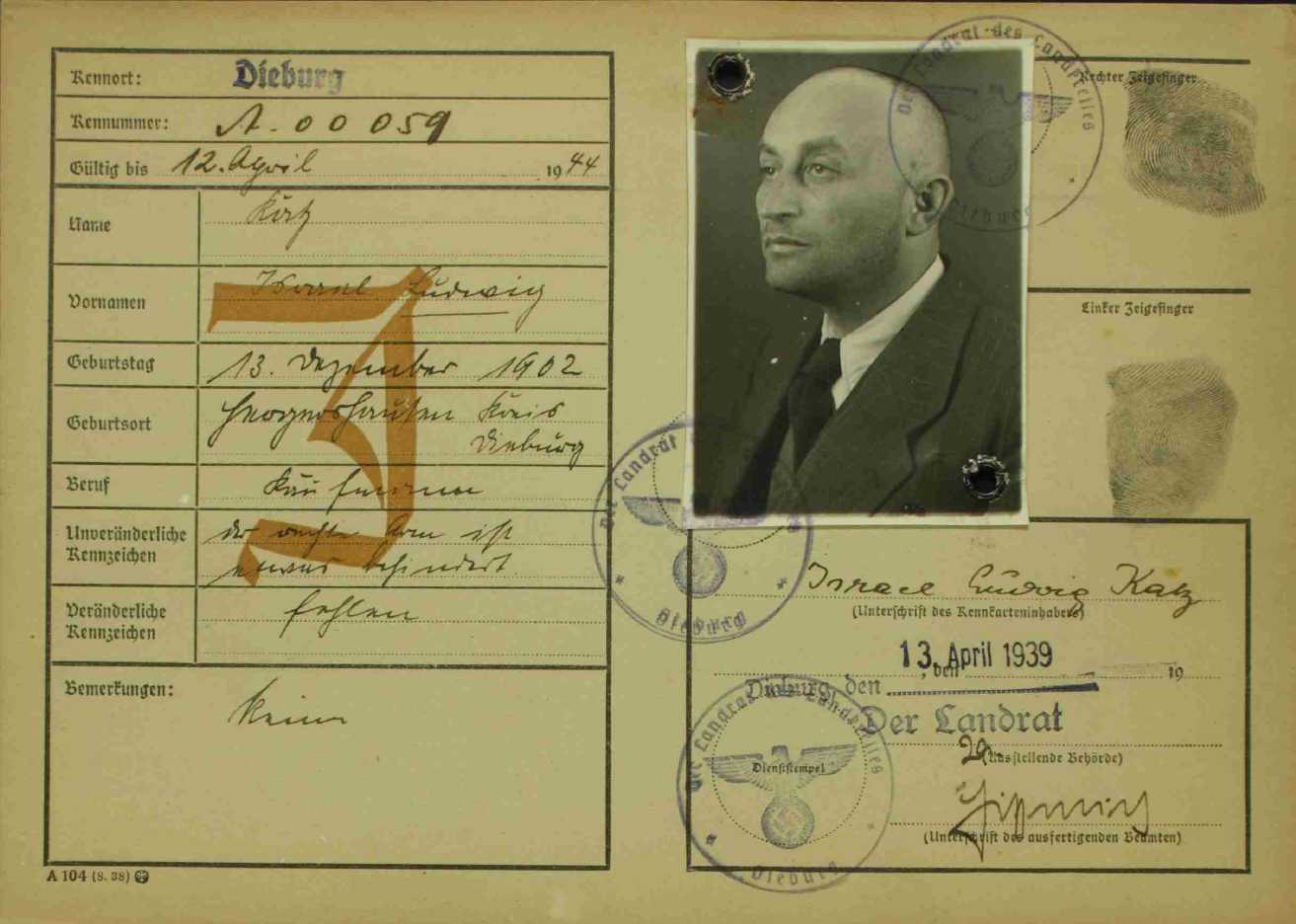
Carte d'identité du juif de Hergershausen Ludwig Katz, assassiné à Auschwitz le 14 septembre 1943

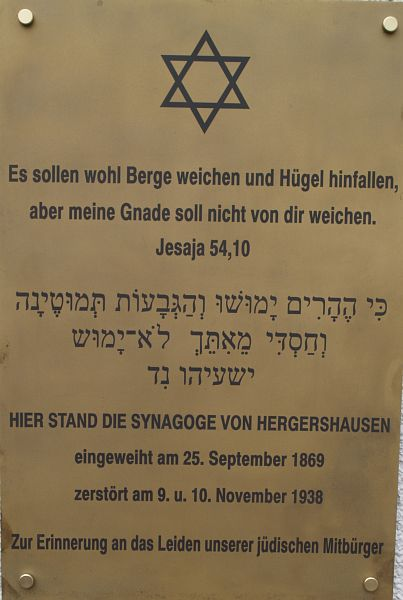
Plaque commémorative sur le site de la synagogue Hergershausen

Dans les années 1930, de nombreux Juifs ont quitté Hergershausen. Beaucoup ont émigré aux États-Unis ou ont déménagé dans des grandes villes comme Francfort-sur-le-Main. Selon les registres du mémorial Yad Vashem à Jérusalem, 21 Juifs de Hergershausen ont été victimes de la Shoah. Aujourd'hui, à Hergershausen, une plaque commémorative a été inaugurée en 2006 pour le 50e anniversaire de la nuit de cristal, en mémoire de la synagogue et de la communauté juive.

### Appartenance religieuse historique
- 1829 : 510 habitants luthériens (= 79,07 %), 122 juifs (= 18,91 %) et 13 catholiques (= 2,02 %)
- 1961 : 827 Protestants (= 73,91%), 279 Catholiques (= 24,93%) habitants[12]

## Politique
Hergershausen dispose d'un quartier (les zones de l'ancienne municipalité de Hergershausen) avec un conseil de quartier et un chef de quartier conformément à la loi communale de Hesse. Depuis les élections municipales du 14 mars 2021, le conseil de quartier est composé de deux membres du SPD, quatre membres de la CDU et un membre de l'Alliance 90/Les Verts. La chef de quartier est Tanja Buia (CDU).

## Culture et sites touristiques

### Événements réguliers
- Juin/juillet : Concert de sérénades de l'orchestre du TV Hergershausen au moulin de Langfelds[14]
- Août : Fête de l'étang de l'association de pêche d'Hergershausen[15]
- Octobre : Volksfest Hergershäuser Kerb
- Novembre/décembre (premier week-end de l'Avent) : Marché de Noël des pompiers volontaires sur le Dalles[16]
- Du 1er au 24 décembre : Calendrier de l'Avent vivant
- Décembre : Fête des lumières de Herigar e.V.
- Décembre (quatrième dimanche de l'Avent) : Concert de Noël de l'orchestre du TV Hergershausen[17]

### Réserves naturelles

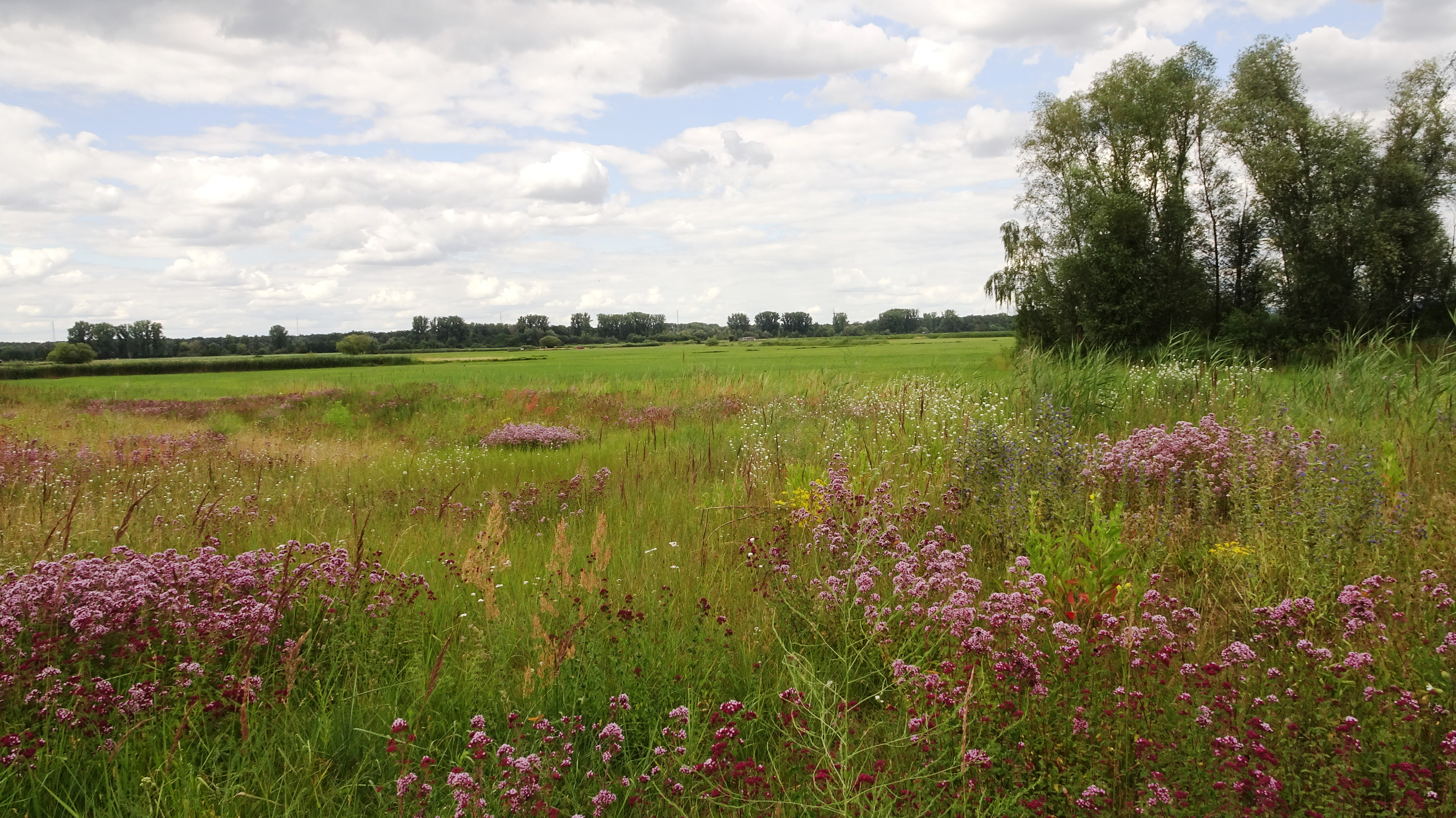
Réserve naturelle "kleine Qualle" Hergershausen

En plus de Münster, Altheim et Eppertshausen, Hergershausen possède une grande partie de la zone de prairie alluviale "Hergershäuser Wiesen" d'environ 400 hectares dans la partie inférieure de la rivière Gersprenz. Depuis 1980, la renaturation de la Gersprenz, la conversion des terres cultivables en prairies, la réhumidification de certaines zones et la création de mares et de creux dans le sol ont permis la création de prairies de marais et de bas-marais, qui apportent chaque année une grande biodiversité dans le paysage de prairie alluviale des Hergershäuser Wiesen. Pour de nombreuses espèces d'oiseaux, les Hergershäuser Wiesen sont devenues un lieu de reproduction, de repos et de nourriture idéal.

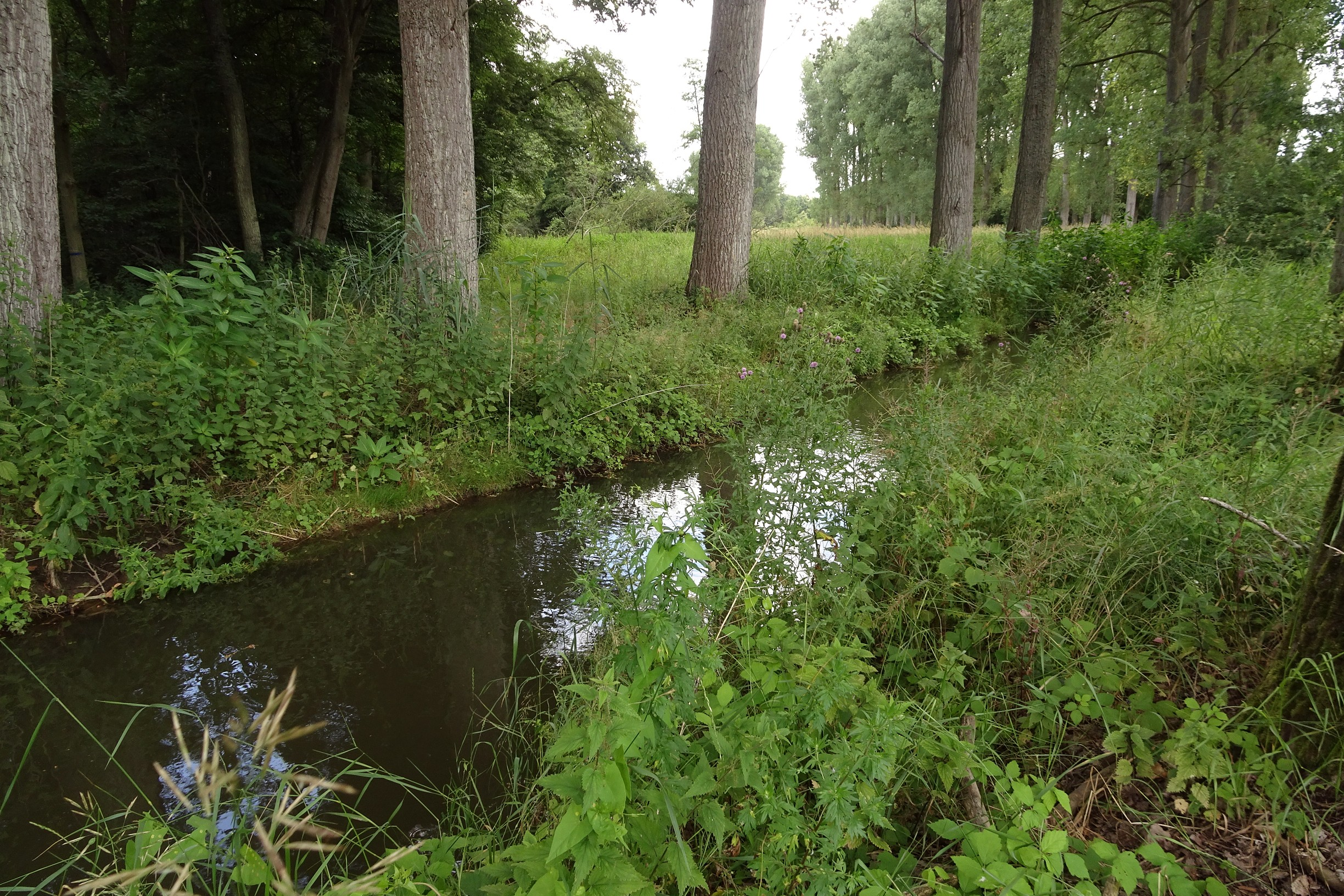
Réserve naturelle "Brackenbruch" Hergershausen

Il y a ici la petite réserve naturelle "Die kleine Qualle von Hergershausen", existante depuis 1984, et la réserve naturelle "Auf dem Sand zwischen Hergershausen und Altheim", créée en 1998. Au nord de Hergershausen se trouve la réserve naturelle "Brackenbruch bei Hergershausen" avec des prairies humides, des plans d'eau et des forêts naturelles. Ces trois zones protégées sont intégrées dans les plus grands sites Natura2000 "Untere Gersprenz" (zone de protection spéciale 6019-303) et "Untere Gersprenzaue" (zone de protection spéciale pour les oiseaux 6119-401), zone partielle de Hergershausen.
Les prairies de Hergershäuser offrent un habitat varié à environ 160 espèces végétales, dont certaines hautement spécialisées, environ 30 espèces de libellules et 40 espèces de papillons. Des groupes de grues, d'oies et de vanneaux huppés avec jusqu'à 1000 individus y font escale. Des oiseaux rares tels que le héron garde-bœufs du sud, le courlis cendré ou le chevalier d'Odin du nord utilisent les prairies humides comme lieu de repos. Les milans noirs et royaux, ainsi que le faucon hobereau, peuvent être observés dans les forêts environnantes. Les prairies sont également des zones de reproduction pour des animaux rares tels que la bécassine des marais, le grèbe castagneux, le bruant des neiges et le gorgebleue à miroir. Depuis 2000, la cigogne blanche niche à nouveau après une absence de 30 ans. On a également observé 5 avocettes élégantes, 2 grèbes à cou noir, un couple de corbeaux freux et 11 couples de corneilles noires. En particulier au printemps, il est impossible de manquer la rainette verte et le crapaud commun. Des papillons rares tels que le machaon et diverses espèces d'azurés peuvent être observés. Les prairies abritent à nouveau du renouée bistorte, des primevères et de la garance voyageuse. Et depuis quelques années, le castor est à nouveau présent dans la vallée de la Gersprenz. La région elle-même peut être explorée grâce à des sentiers de randonnée et de vélo bien aménagés, ainsi que des plateformes d'observation aménagées.

### Apparence du village
L'église évangélique donne son cachet à l'apparence du village. Plus de 20 maisons à colombages et fermes dans la vieille partie de Hergershausen sont protégées en tant que monuments culturels selon la loi sur la protection des monuments de Hesse. Le village a remporté une médaille lors du concours "Notre village a de l'avenir" en 2005.

## Économie et infrastructures
Hergershausen dispose d'une gare sur la ligne de chemin de fer Rhein-Main entre la gare centrale de Darmstadt et la gare centrale d'Aschaffenbourg. Autrefois une gare, elle a été créée rétrospectivement le 1er mai 1899 sur la ligne et équipée de deux postes d'aiguillage et de signalisation en 1900.
Hergershausen est également relié à Babenhausen et aux autres quartiers de Babenhausen, Sickenhofen, Harpertshausen et Langstadt, ainsi qu'à Schaafheim par ses trois arrêts de bus de la ligne BA1.
La Bundesstraße 26 passe à environ 500 mètres du village et est reliée par une route départementale.
Le syndicat intercommunal Gruppenwasserwerk Dieburg a son siège dans l'usine d'eau de Hergershausen.